# Memphitische Theologie
Die Memphitische Theologie ist der in der Stadt Memphis entwickelte Schöpfungsmythos der ägyptischen Mythologie. Neben der Neunheit von Heliopolis und der Achtheit von Hermopolis stellt die Memphitische Theologie eine dritte Variante einer Kosmo- und Theogonie des antiken Ägypten dar.

## Inhalt
Im Zentrum dieser Schöpfungsgeschichte steht der Gott Ptah, der zugleich sein Kultzentrum in Memphis hatte. Die Memphitische Theologie wandelt den heliopolitanischen Mythos dahingehend ab, dass nicht der Sonnengott Atum der Schöpfergott und Vater aller anderen Götter ist, sondern Ptah. Dieser Gott der Handwerker und Baumeister sei der Erbauer der Welt. Nur durch seine Zunge und sein Herz habe er den Sonnengott geschaffen, der daraufhin Licht und Leben durch seine Nachkommen in die Welt brachte.

## Bedeutung
Die Memphitische Theologie ist die früheste bekannte Theologie, die auf dem Prinzip des Logos beruht, der Schöpfung durch das Wort und die Rede. Ptah erschuf den Sonnengott durch sein Wort – ein Ausdruck einer Vorstellung, die sich auch im Alten Testament wiederfindet: „Gott sprach: Es werde Licht. Und es wurde Licht“ (Gen 1,3 ). Der Gedanke erscheint ebenfalls im Prolog des neutestamentlichen Johannesevangeliums: „Im Anfang war das Wort … und das Wort war Gott … In ihm war Leben und das Leben war das Licht der Menschen“ (Joh 1,1-4 ).

## Überlieferung
Die wichtigste Quelle der Überlieferungen über die Memphitische Theologie ist der Schabaka-Stein. Dieser Stein entstand der Überlieferung nach dadurch, dass der kuschitische König Schabaka, der dritte König der 25. Dynastie, bei einer Inspektion im Ptah-Tempel von Memphis ein „von Würmern zerfressenes“ Papyrus gefunden hatte und darüber so entsetzt gewesen war, dass er befohlen hatte, den verbliebenen Text in eine Granitplatte zu meißeln. Der Stein stammt also aus der 25. Dynastie (ca. 700 v. Chr.), während der Text aus der 18. oder 19. Dynastie zu stammen scheint. Einige Fachleute halten den Text samt Stein jedoch für eine Propaganda-Maßnahme von Schabaka selbst. Der Stein, der durch seine spätere Verwendung als Mühlstein stark beschädigt ist, befindet sich heute im British Museum.